# The Company (popgroep)
The Company was een Nederlandse gelegenheidsformatie.
Deze muziekgroep heeft eigenlijk als enig wapenfeit hun optreden tijdens het Nationaal Songfestival 1990. De groep die speciaal was samengesteld voor het songfestival door producer Roland Summer zongen toen Zonder liedje (geschreven door Rene Stolk) maar werden verslagen door Maywood met Ik wil alles met je delen.
De muziekgroep bestond dermate kort, dat zelfs niet alle leden bekend zijn. Lid waren:
- Bob Reiche, later een hit met Vrij met mij (Dureco) en werd concertpromotor. In 2010 in slaagde Reiche erin Bon Jovi in Nederland te laten optreden voor 55.000 bezoekers op het strand van Scheveningen.
- Lucette Snellenburg, in 2012 zanglerares en in 2014 te bewonderen in The Voice of Holland.
- René Burhenne.
- Sander Luurssen zingt nog steeds in 2015 (onder andere samen met Eurovisiesongfestivalveteraan Ben Cramer in het B-circuit; artiestennaam in 2006 Aleqsander en had een hitje met Blinded (1 week in de Single Top 100).[1]
- Tess Reeve ging na haar muziekcarrière door als binnenhuisarchitect voor diverse Nederlandse televisieprogramma's.
- Jolanda Klaver ging na het songfestival door met haar coverband Sesam.
- Philomijn Itz zong in 2012 nog en zong ook met Andy Tielman.
- Audry Thienes werkte na zijn korte muziekcarrière als porties bij "The Smugers" in Bussum.

Van The Company zelf zijn voor zover bekend geen filmopnamen beschikbaar, anders dan YouTubefilmpjes over hun optreden tijdens het Nationaal Songfestival.
Van hun uitvoering van het liedje Zonder liedje werd in 1990 een vinyl single uitgebracht door BMG Ariola Benelux B.V. op label RCA. Het is geen hit geworden.